# Ségur-le-Château
Pour les articles homonymes, voir Ségur (homonymie).
Ségur-le-Château (Segur lo Chasteu en occitan) est une commune française située dans le département de la Corrèze en région Nouvelle-Aquitaine.
Elle est classée parmi les plus beaux villages de France.

## Géographie
La commune est traversée d'est en ouest par la rivière Auvézère. Au nord-ouest, son affluent le ruisseau de la Penchennerie marque la limite entre Ségur et Saint-Éloy-les-Tuileries.
Le bourg, surplombé par le château, est implanté dans un méandre de l'Auvézère.
La commune est desservie par les routes départementales 6, 6E et, tout au sud, par la RD 7.

### Environnement
Sur la commune, la vallée de l'Auvézère représente un site de 179 hectares qui est une zone naturelle d'intérêt écologique, faunistique et floristique (ZNIEFF) de type 1 où se rencontre le cincle plongeur (Cinclus cinclus).

### Communes limitrophes
C'est une commune limitrophe avec le département de la Dordogne.
| Saint-Éloy-les-Tuileries |                  | Saint-Julien-le-Vendômois |
| Payzac (Dordogne)        | Ségur-le-Château |                           |
|                          | Beyssenac        |                           |

### Climat
Pour des articles plus généraux, voir Climat de la Nouvelle-Aquitaine et Climat de la Corrèze.
Historiquement, la commune est exposée à un climat océanique aquitain.
En 2020, Météo-France publie une typologie des climats de la France métropolitaine dans laquelle la commune est exposée à un climat océanique altéré et est dans la région climatique  Ouest et nord-ouest du Massif Central, caractérisée par une pluviométrie annuelle de 900 à 1 500 mm, maximale en automne et en hiver.
Pour la période 1971-2000, la température annuelle moyenne est de 11,6 °C, avec  une amplitude thermique annuelle de 15 °C. Le cumul annuel moyen de précipitations est de 1 035 mm, avec 13 jours de précipitations en janvier et 7,7 jours en juillet. Pour la période 1991-2020, la température moyenne annuelle observée sur la station météorologique la plus proche, située sur la commune de Lubersac à 8 km à vol d'oiseau, est de 11,7 °C et le cumul annuel moyen de précipitations est de 1 130,6 mm,. Pour l'avenir, les paramètres climatiques de la commune estimés pour 2050 selon différents scénarios d’émission de gaz à effet de serre sont consultables sur un site dédié publié par Météo-France en novembre 2022.

## Urbanisme

### Typologie
Au 1er janvier 2024, Ségur-le-Château est catégorisée commune rurale à habitat dispersé, selon la nouvelle grille communale de densité à 7 niveaux définie par l'Insee en 2022.
Elle est située hors unité urbaine et hors attraction des villes,.

### Occupation des sols
L'occupation des sols de la commune, telle qu'elle ressort de la base de données européenne d’occupation biophysique des sols Corine Land Cover (CLC), est marquée par l'importance des territoires agricoles (77,2 % en 2018), une proportion identique à celle de 1990 (77,2 %). La répartition détaillée en 2018 est la suivante : 
zones agricoles hétérogènes (49,8 %), forêts (22,8 %), terres arables (14,1 %), prairies (13,3 %).
L'évolution de l’occupation des sols de la commune et de ses infrastructures peut être observée sur les différentes représentations cartographiques du territoire : la carte de Cassini (XVIIIe siècle), la carte d'état-major (1820-1866) et les cartes ou photos aériennes de l'IGN pour la période actuelle (1950 à aujourd'hui).

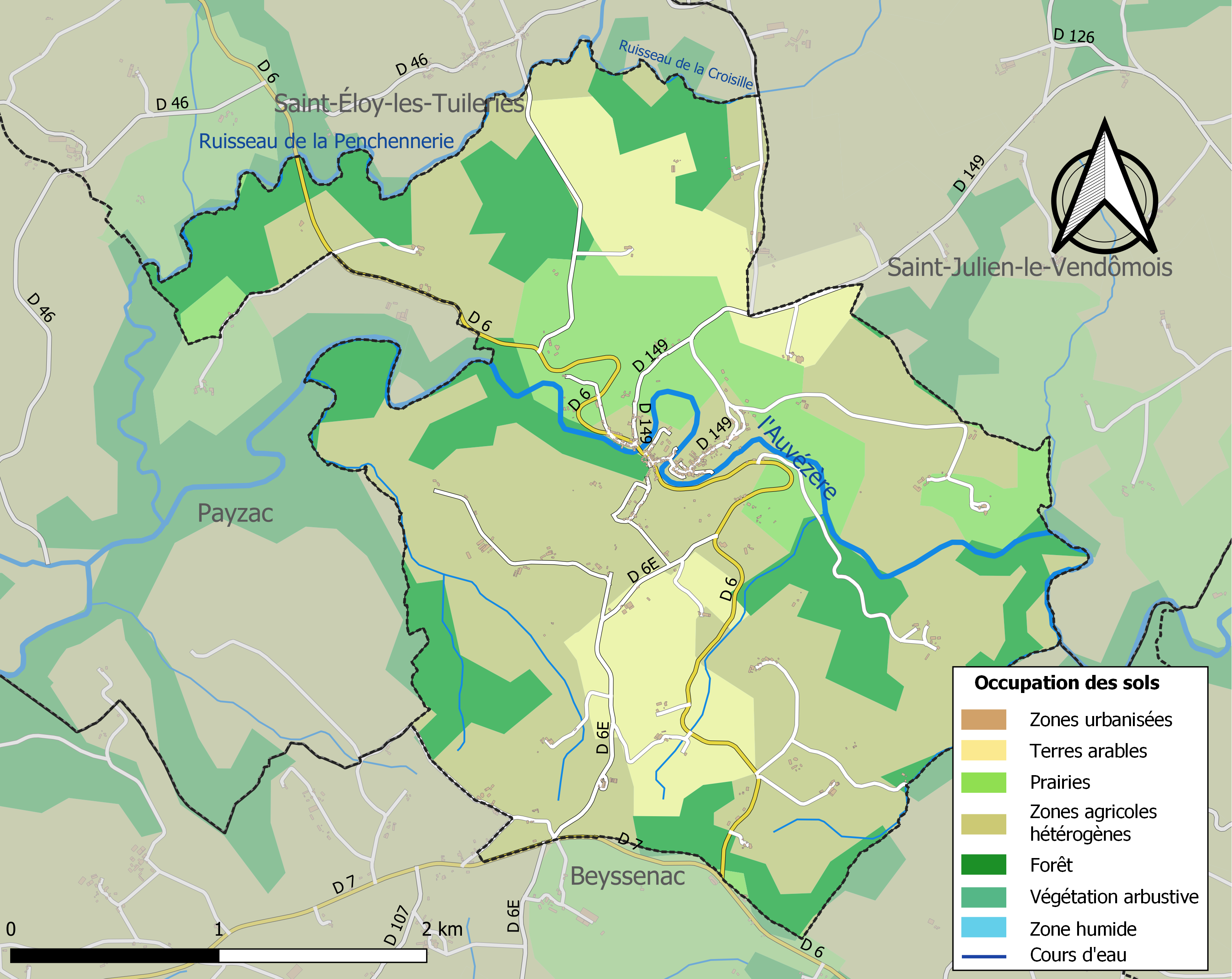
Carte des infrastructures et de l'occupation des sols de la commune en 2018 (CLC).

### Risques majeurs
Le territoire de la commune de Ségur-le-Château est vulnérable à différents aléas naturels : météorologiques (tempête, orage, neige, grand froid, canicule ou sécheresse), inondations, feux de forêts et séisme (sismicité très faible). Un site publié par le BRGM permet d'évaluer simplement et rapidement les risques d'un bien localisé soit par son adresse soit par le numéro de sa parcelle.
Certaines parties du territoire communal sont susceptibles d’être affectées par le risque d’inondation par débordement de cours d'eau, notamment l'Auvézère et le ruisseau de la Penchennerie,.

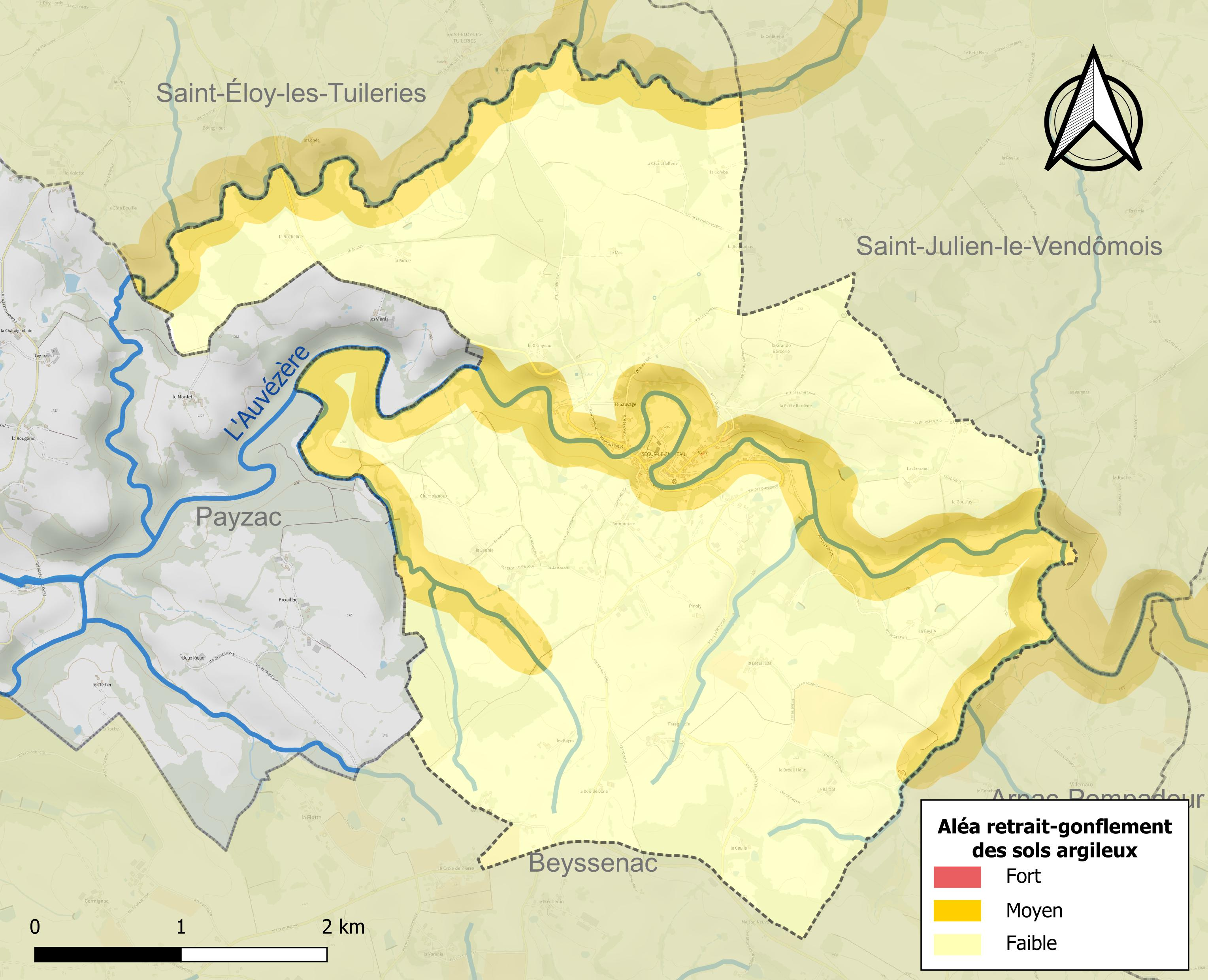
Carte des zones d'aléa retrait-gonflement des sols argileux de Ségur-le-Château.

Le retrait-gonflement des sols argileux est susceptible d'engendrer des dommages importants aux bâtiments en cas d’alternance de périodes de sécheresse et de pluie. 23,8 % de la superficie communale est en aléa moyen ou fort (26,8 % au niveau départemental et 48,5 % au niveau national). Sur les 213 bâtiments dénombrés sur la commune en 2019, 117 sont en aléa moyen ou fort, soit 55 %, à comparer aux 36 % au niveau départemental et 54 % au niveau national. Une cartographie de l'exposition du territoire national au retrait gonflement des sols argileux est disponible sur le site du BRGM,.
Concernant les feux de forêt, aucun plan de prévention des risques incendie de forêt (PPRIF) n’a été établi en Corrèze, néanmoins le code de l’urbanisme impose la prise en compte des risques dans les documents d’urbanisme. Le périmètre des servitudes d'utilité publique et des zones d'obligation légale de débroussaillement pour les particuliers est quant à lui défini pour la commune dans une carte dédiée.

## Toponymie
Du latin securus, « sûr », appliqué à une place forte, une forteresse ou un château.

## Histoire

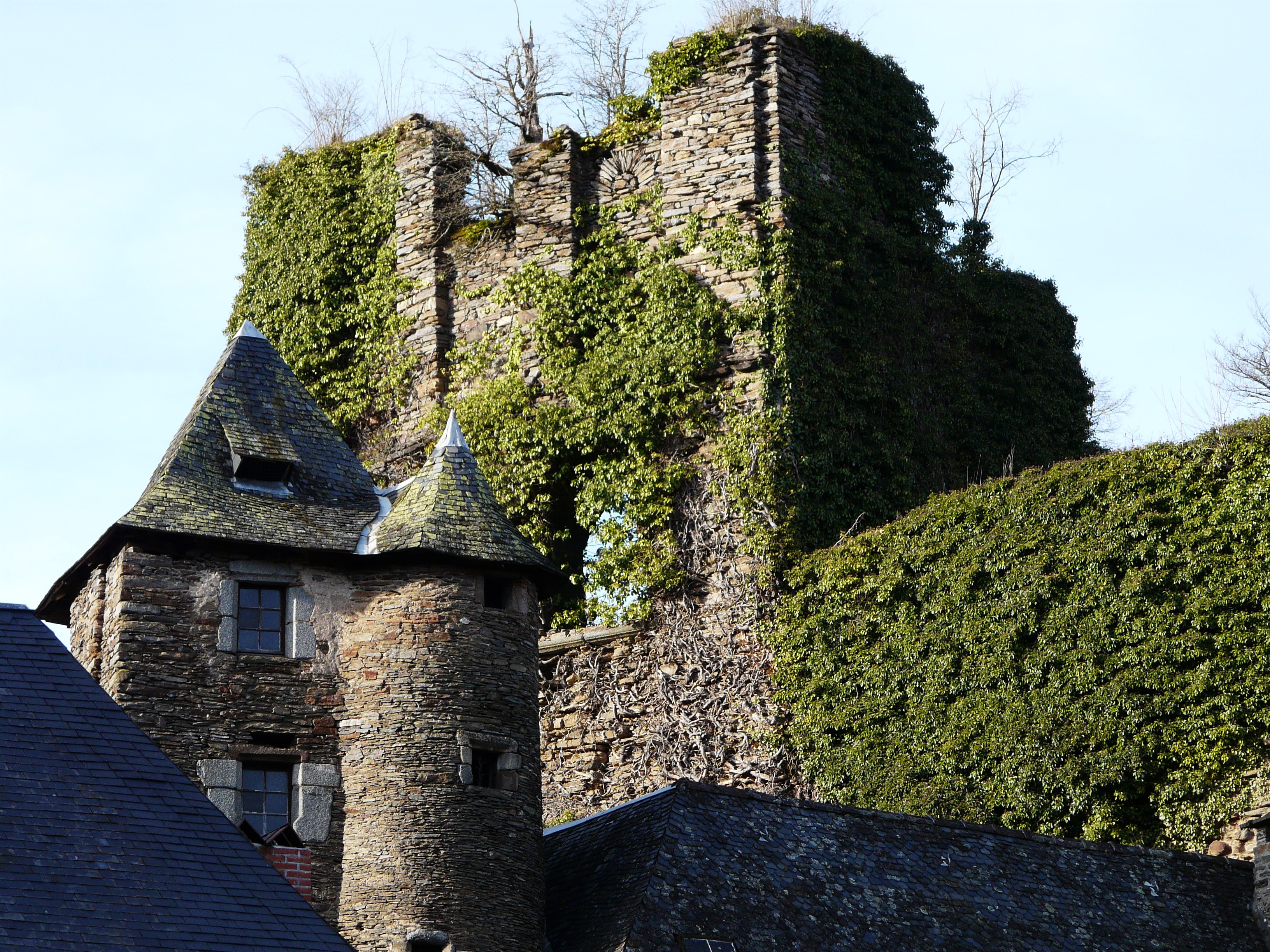
Les ruines du château.

Au VIe siècle, la région de Ségur fait partie des domaines d'Aredius (mort en 591 et connu sous le nom de saint Yrieix), propriétaire terrien habitant la villa d'Attanum, aujourd'hui Saint-Yrieix-la-Perche.
La vicomté de Ségur naquit au IXe siècle, lors de l’éparpillement féodal du Limousin. Le cartulaire d'Uzerche cite un vicomte Foucher qui est présenté comme le fils de Foucher, frère cadet d'Hildegaire (mort en 945), vicomte de Limoges. On le suppose frère du premier vicomte de Comborn, Archambaud. À la fin du siècle suivant, sa petite-fille Emma, fille d'Adémar, unique héritière de la vicomté de Ségur épousa Guy Ier de Limoges (988-1025). Ainsi, pendant six cents ans, la cité de Ségur et son fief allaient être détenus par les vicomtes de Limoges. Cependant, le territoire du château appartenant aux chanoines de Saint-Yrieix, les vicomtes devaient leur rendre l’hommage. Ségur ne fut jamais la capitale de la vicomté, mais les seigneurs y résidèrent régulièrement comme en témoignent les nombreux remaniements du château. Mais surtout, les vicomtes y installent quelques familles de chevaliers-vassaux ainsi qu’un certain nombre d’officiers chargés de rendre la justice. La cité était le siège d’une châtellenie qui s’étendait, dans un rayon de 15 km, sur une dizaine de paroisses. Cependant, Ségur ne devint une paroisse proprement dite qu’en 1749.
Durant la guerre de Cent Ans, la forteresse de Ségur, après une occupation par les Anglais entre 1361 et 1374, est confisquée par le roi de France et devient une place forte royale administrée par des capitaines sur lesquels les vicomtes n’avaient aucune autorité. Entre-temps, la vicomté de Limoges était passée à la suite du mariage d'Arthur II de Bretagne avec Marie de Limoges en 1275, aux maisons de Bretagne et de Blois qui ne se préoccupèrent guère de la cité de Ségur. Le vicomte de Ségur semble retrouver la jouissance de la seigneurie vers 1422-1424. Cependant, dans la première moitié du XVe siècle, le vicomte Jean de Blois dit « de l’Aigle », capitaine au service du roi de France, parvint à adjoindre à sa vicomté limousine le comté de Périgord en 1437.
Les comtes de Périgord avaient obtenu du roi Philippe VI, en 1343, le droit de tenir un tribunal de premier appel.
Vers la même époque, mais à une date qui n'a pas pu être déterminée avec précision, les vicomtes de Limoges avaient créé un tribunal d'appel et l'avaient installé à Ségur. Lors de la jonction du comté de Périgord et de la vicomté de Limoges, c'est Ségur qui fut choisie pour le siège général de la justice d’appel en Périgord et Limousin.
Cette « cour des appeaux » jugeait en premier appel entre les justices ordinaires seigneuriales et le Parlement de Bordeaux. Il est incontestable que c’est l’installation de cette cour extraordinaire qui y a dynamisé la démographie et la vie économique de ce bourg castral. En effet, tout recours contre une décision de justice prise dans l’une des 150 juridictions de la vicomté de Limoges et du comté de Périgueux devait être débattu devant la cour des appeaux de Ségur, avant d’être éventuellement porté devant le Parlement royal. Ainsi s’explique cette grande vague de constructions et de reconstructions de demeures de qualité au cours des XVe et XVIe siècles. Entre-temps, en 1468, la vicomté de Limoges passe par mariage aux Albret, en la personne d’Alain d’Albret, trisaïeul d’Henri IV.
En 1582, François de Pérusse, comte des Cars, achète la seigneurie de Ségur pour 34 998 livres. La famille Pérusse avait déjà acheté un grand nombre de maisons et d’hôtels au siècle précédent avant d’acheter le château et la seigneurie. Les Pérusse restèrent seigneurs de Ségur jusqu’en 1643, époque à laquelle l’ensemble de leurs territoires passèrent à la famille de Hautefort. Mais, la vicomté de Limoges avait été rattachée en 1607 à la Couronne après l’avènement d’Henri IV au trône de France. Depuis lors, le rayonnement et le dynamisme de la cité se réduisirent sensiblement. En 1750, la cour des appeaux fut supprimée par un édit du roi ; ainsi les familles bourgeoises quittèrent peu à peu Ségur entraînant ainsi le déclin de l’activité économique. En 1795, le château fut acheté aux Hautefort par l’ancien fermier, Gabriel Dumas-Lavareille, de la famille qui devint maire de Ségur.
La commune de Ségur prit brièvement en 1919, le nom de Ségur-les-Goujons, avant de devenir en 1924 Ségur-le-Château.

## Politique et administration
| Période                                  | Période    | Identité                | Étiquette | Qualité                                   |
| ---------------------------------------- | ---------- | ----------------------- | --------- | ----------------------------------------- |
| Les données manquantes sont à compléter. |            |                         |           |                                           |
|                                          |            |                         |           |                                           |
| mars 2001                                | avril 2014 | Jean-Louis Dupuy        |           |                                           |
| avril 2014                               | avril 2021 | Pierre-Louis Puygrenier |           | Retraité Fonction publique Démissionnaire |
| mai 2021                                 | En cours   | Roland Pourchet         |           |                                           |

## Démographie
L'évolution du nombre d'habitants est connue à travers les recensements de la population effectués dans la commune depuis 1793. Pour les communes de moins de 10 000 habitants, une enquête de recensement portant sur toute la population est réalisée tous les cinq ans, les populations de référence des années intermédiaires étant quant à elles estimées par interpolation ou extrapolation. Pour la commune, le premier recensement exhaustif entrant dans le cadre du nouveau dispositif a été réalisé en 2005.

En 2022, la commune comptait 202 habitants, en évolution de +12,85 % par rapport à 2016 (Corrèze : −0,59 %, France hors Mayotte : +2,11 %).
| 1793 | 1800 | 1806 | 1821 | 1831 | 1836  | 1841  | 1846  | 1851  |
| ---- | ---- | ---- | ---- | ---- | ----- | ----- | ----- | ----- |
| 630  | 559  | 582  | 690  | 751  | 1 069 | 1 017 | 1 041 | 1 105 |

| 1856  | 1861  | 1866  | 1872 | 1876 | 1881 | 1886 | 1891 | 1896  |
| ----- | ----- | ----- | ---- | ---- | ---- | ---- | ---- | ----- |
| 1 035 | 1 022 | 1 014 | 932  | 977  | 962  | 957  | 971  | 1 004 |

| 1901 | 1906 | 1911 | 1921 | 1926 | 1931 | 1936 | 1946 | 1954 |
| ---- | ---- | ---- | ---- | ---- | ---- | ---- | ---- | ---- |
| 976  | 933  | 802  | 700  | 670  | 629  | 630  | 568  | 462  |

| 1962 | 1968 | 1975 | 1982 | 1990 | 1999 | 2005 | 2006 | 2010 |
| ---- | ---- | ---- | ---- | ---- | ---- | ---- | ---- | ---- |
| 400  | 401  | 323  | 304  | 269  | 245  | 233  | 230  | 239  |

| 2015 | 2020 | 2022 | - | - | - | - | - | - |
| ---- | ---- | ---- | - | - | - | - | - | - |
| 184  | 202  | 202  | - | - | - | - | - | - |

## Économie
Au recensement de 1999, la population active totale (actifs + chômeurs) de Ségur-le-Château s'élève à 96 personnes. Le taux d'activité entre 20 et 59 ans y est de 81 %, ce qui place la commune à un niveau proche de la moyenne nationale (82,2 %). On y dénombre cinq chômeurs (5,2 % des actifs, taux largement inférieur à la moyenne nationale 12,9 %). En tout et pour tout, la population comprend 38,9 % d'actifs, 29,1 % de retraités, 13,4 % de jeunes scolarisés et 18,6 % d'autres personnes sans activité.
Par rapport aux moyennes nationales, le pourcentage de retraités y est sensiblement plus important (29,1 % contre 18,2 %) et le pourcentage de jeunes scolarisés y est à l'inverse, nettement inférieur (13,4 % contre 25 %).
En 2005, la population active totale représente 85 personnes, soit 36,5 % de la population. Le nombre de chômeurs s'est abaissé (quatre) et le taux de chômage s'établit à 5,1 % de la population active.

## Tiers-lieu
Le tiers-lieu La Ruelle a ouvert ses portes en juillet 2023. Ce lieu rassemble plusieurs activités économiques : café/restaurant, spectacle, épicerie et coworking.
Ce projet est soutenu par la région Nouvelle Aquitaine et par l'Union Européenne. En 2023, il a remporté le prix européen Leader France du public et le prix de l'inspiration ESS du Crédit coopératif.
La Ruelle accueille des artistes français et étrangers dans le cadre de son offre évènementielle.
Le tiers lieu est porté par une SCIC.

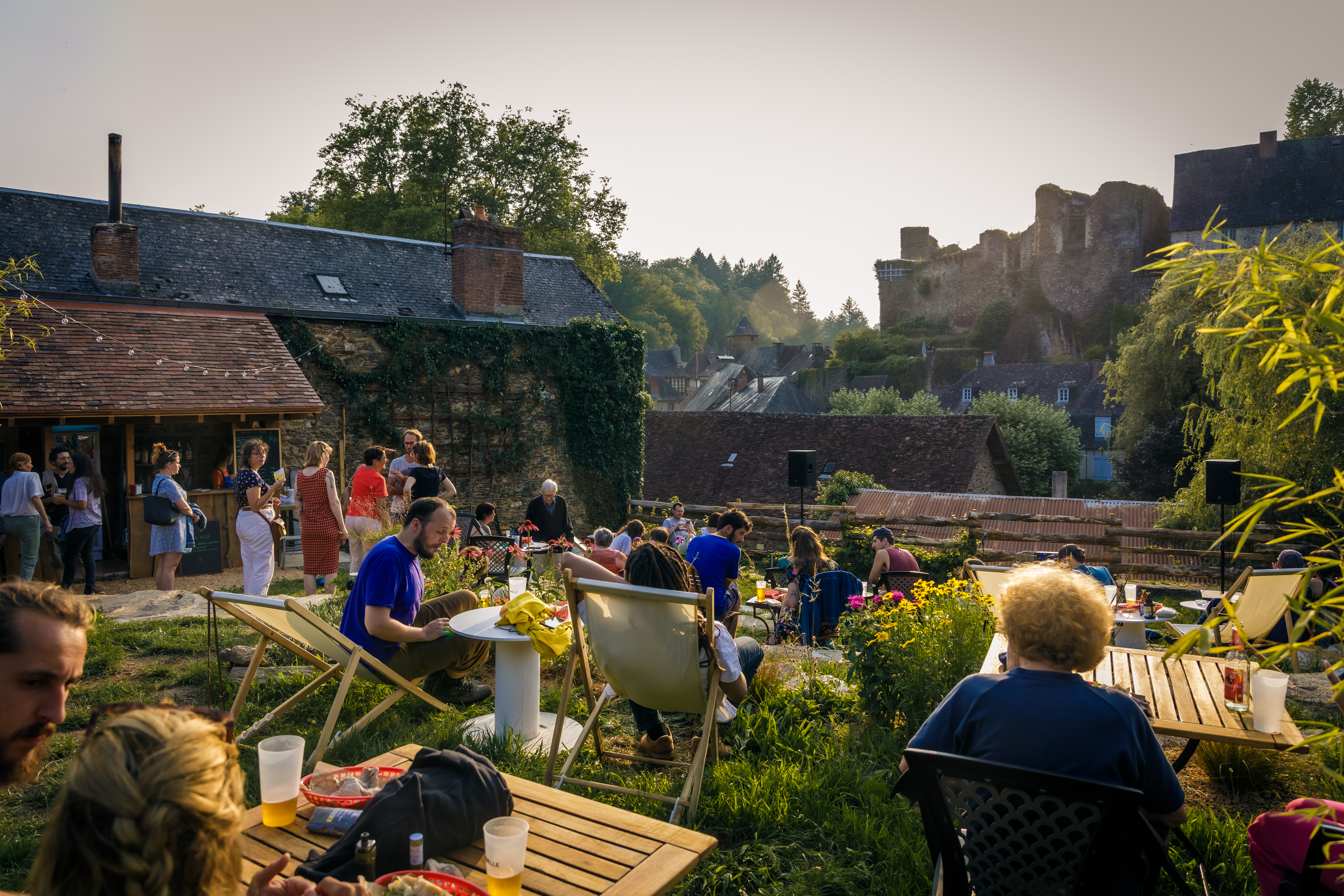
Théâtre de La Ruelle - Pauline De Vos.

## Culture locale et patrimoine

### Lieux et monuments
- L'église Saint-Léger du Baillargeau.
- Les ruines du château de Ségur[32], dont la chapelle est classée monument historique depuis 1840, le reste du château étant inscrit depuis 2005. Le château de Ségur se compose de deux parties :
  - le château vicomtal,
  - l'enclos aristocratique.
- De nombreuses maisons anciennes, du XVe au XVIIIe siècle, parfois avec pans de bois, et dont certaines sont classées ou inscrites :
  - la maison Henri IV, XVe siècle, classée depuis 1934[33]
  - une maison avec pans de bois du XVe siècle, est également classée depuis la même année[34]
  - une maison du XVe siècle avec tour, échauguette et pans de bois est classée depuis 1969[35]
  - la tour Saint-Laurent, XVIe siècle, inscrite depuis 1976[36]
- une grange ovale (ou grange ovalaire) du XVIIIe siècle, qui à l'origine était recouverte de chaume de seigle aujourd'hui remplacé par des plaques de tôle, est également inscrite depuis 1993[37]
- Particularité locale, certains toits sont ornés d'épis de faîtage, parfois anciens

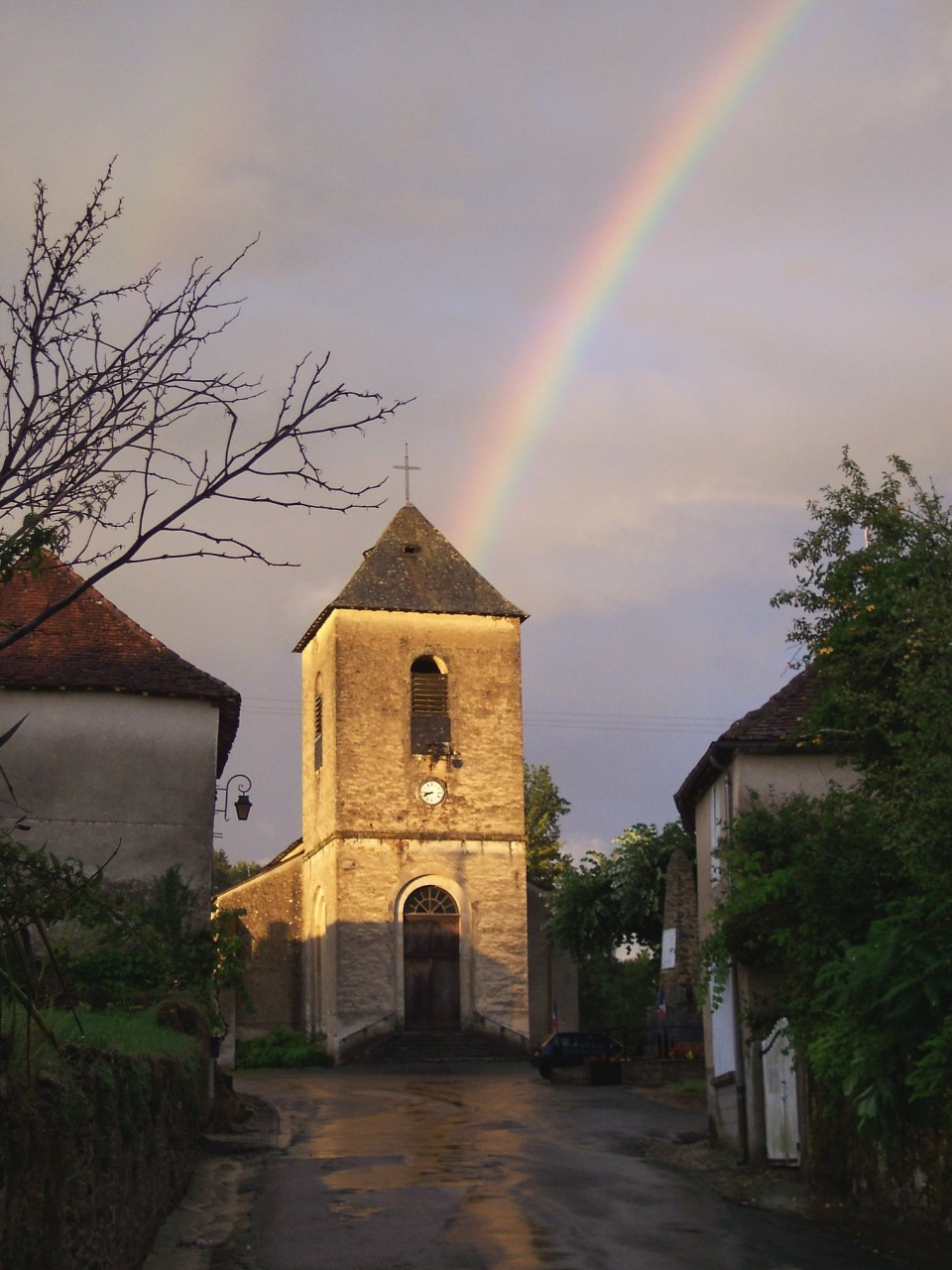
L'église Saint-Léger.
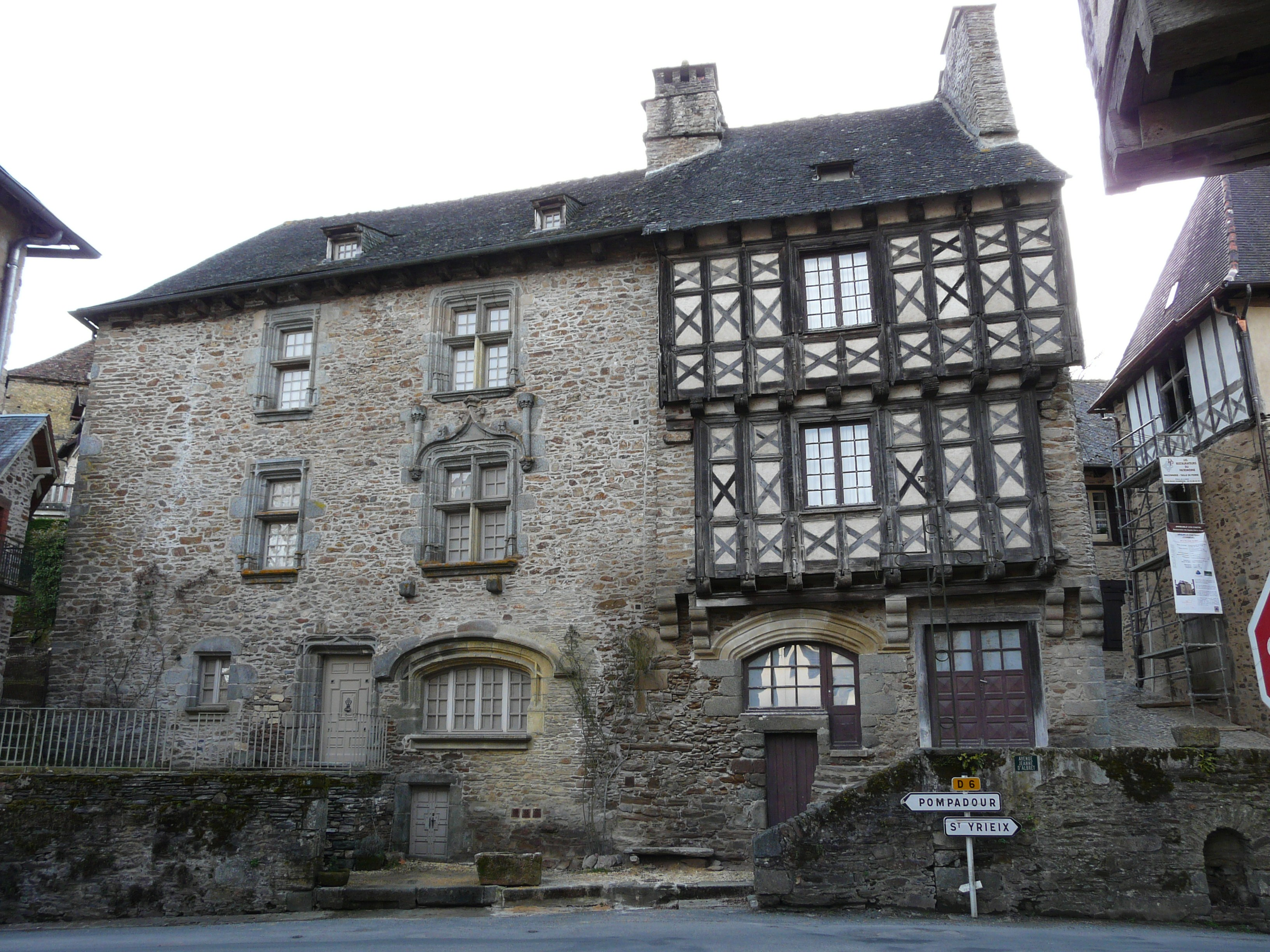
À gauche la maison Henri IV, à droite la maison Boyer.
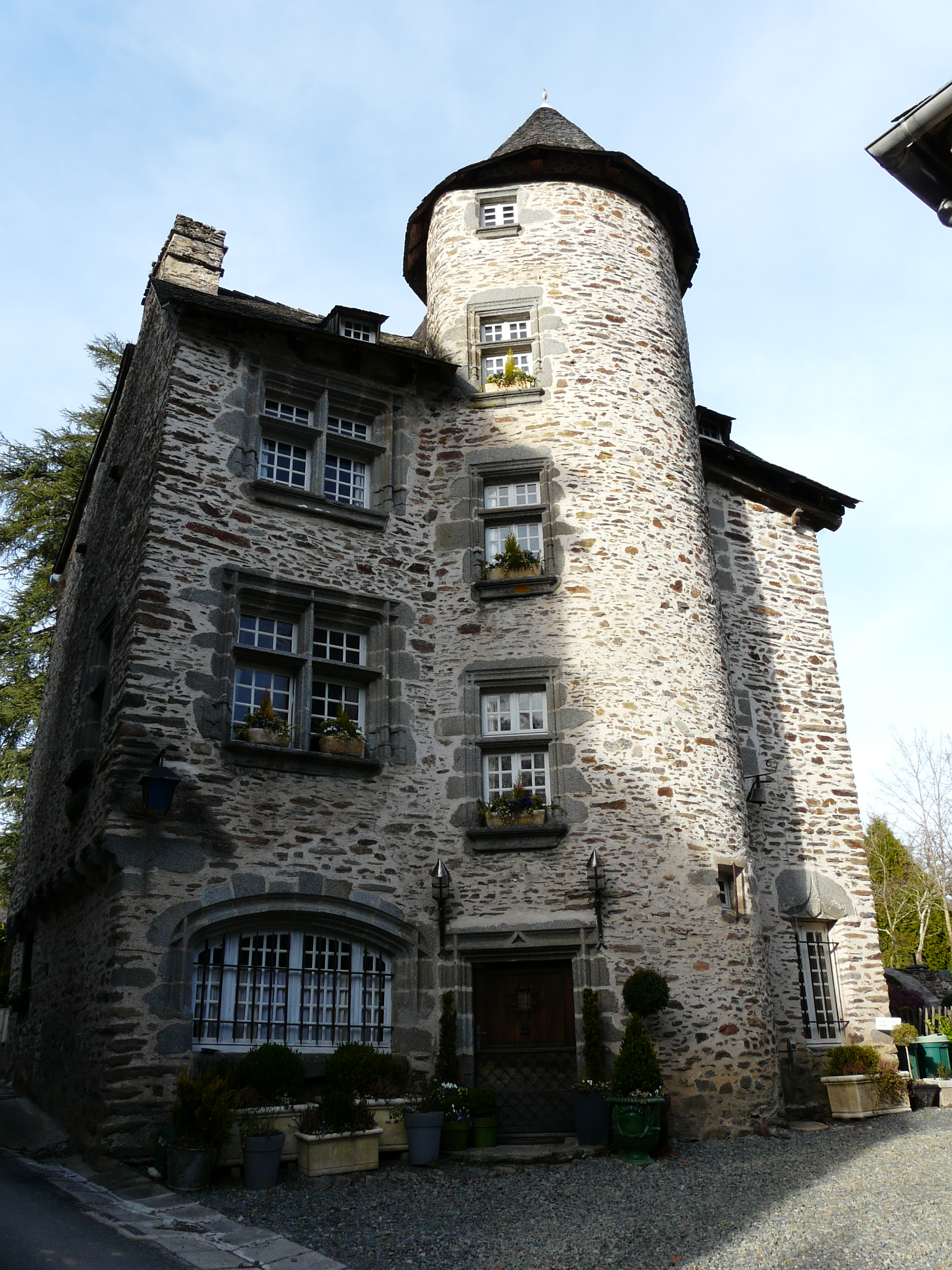
La tour Saint-Laurent.
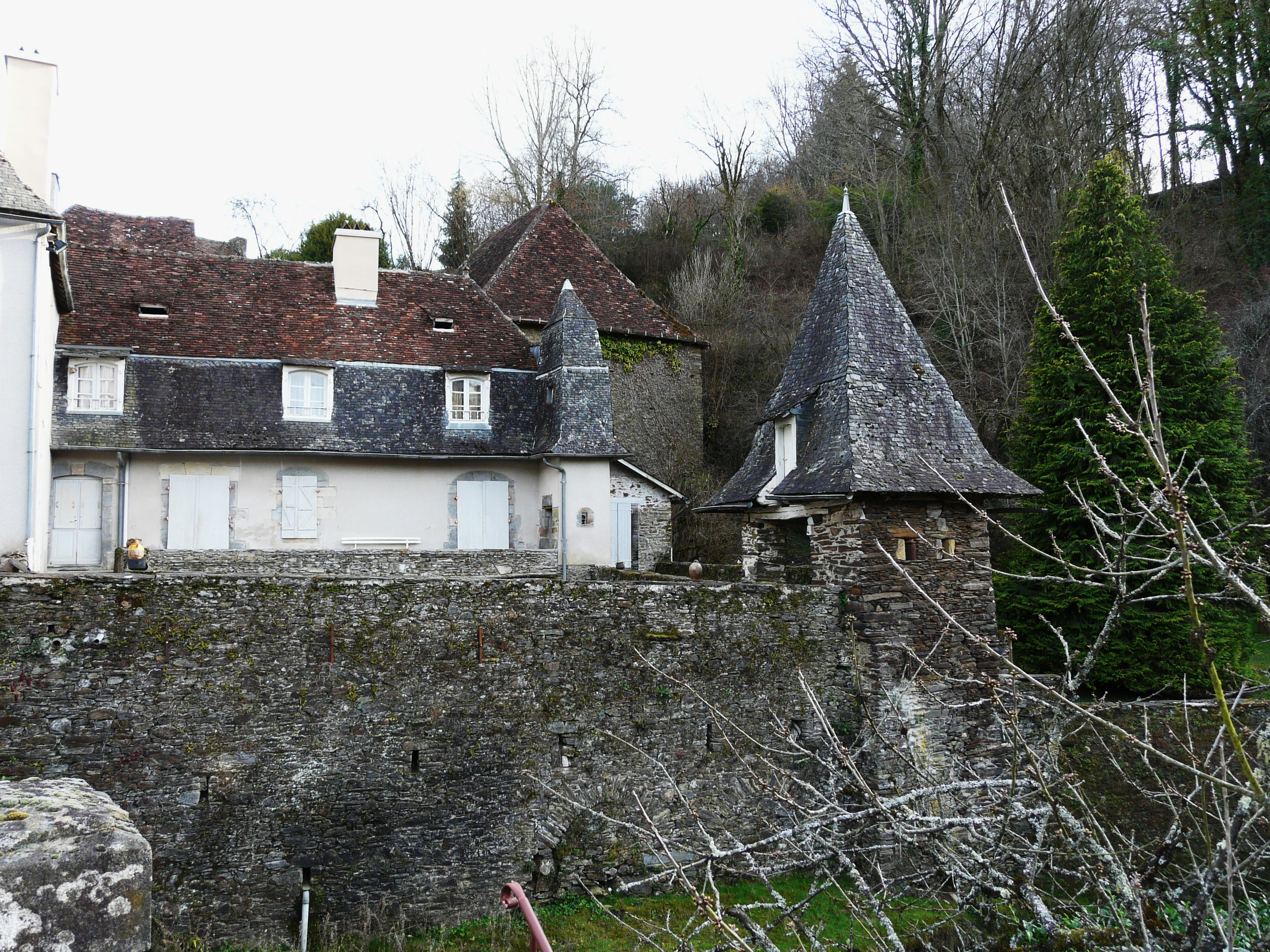
Maison du XVIIIe siècle.
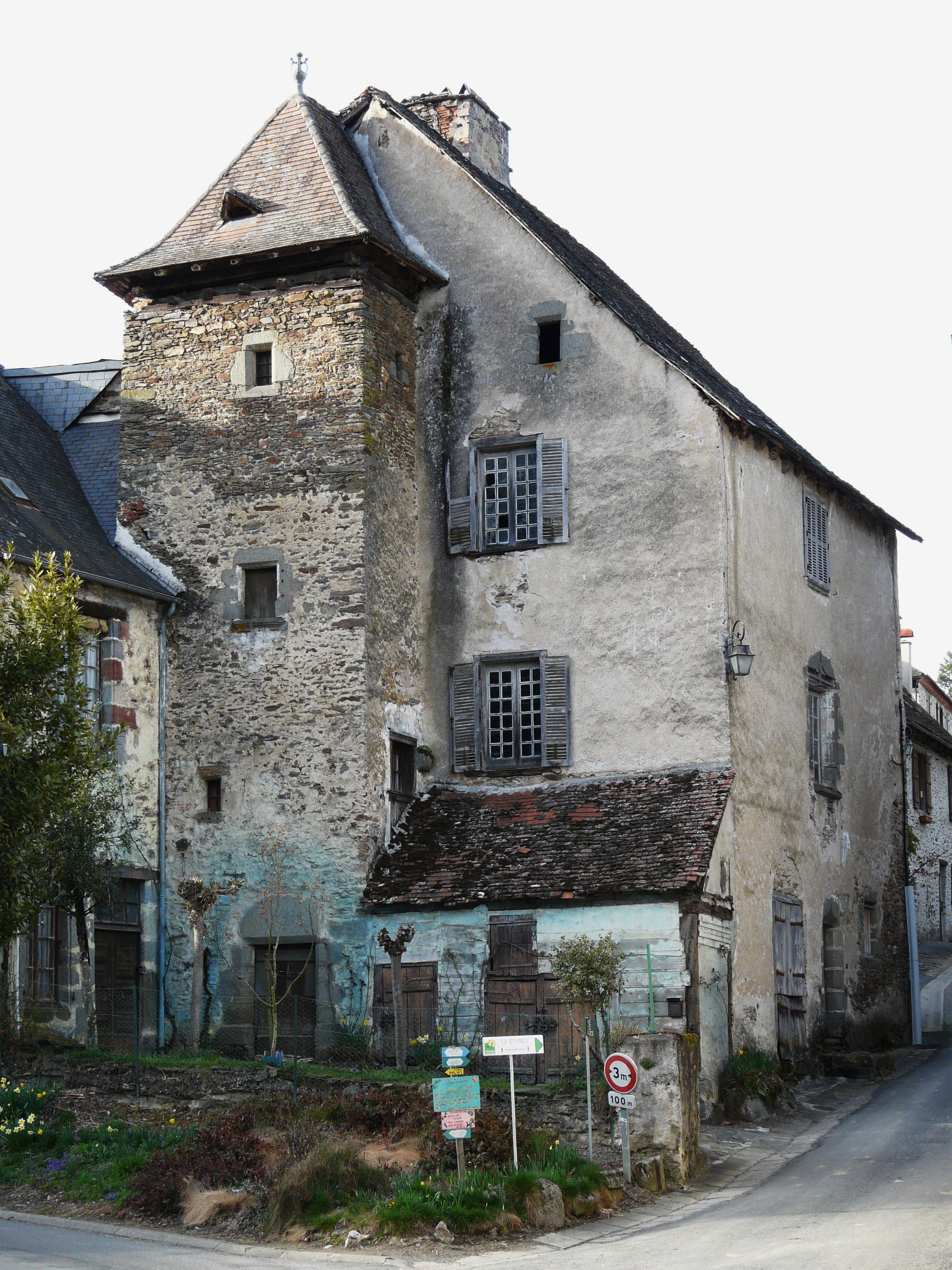
La maison du bottier.
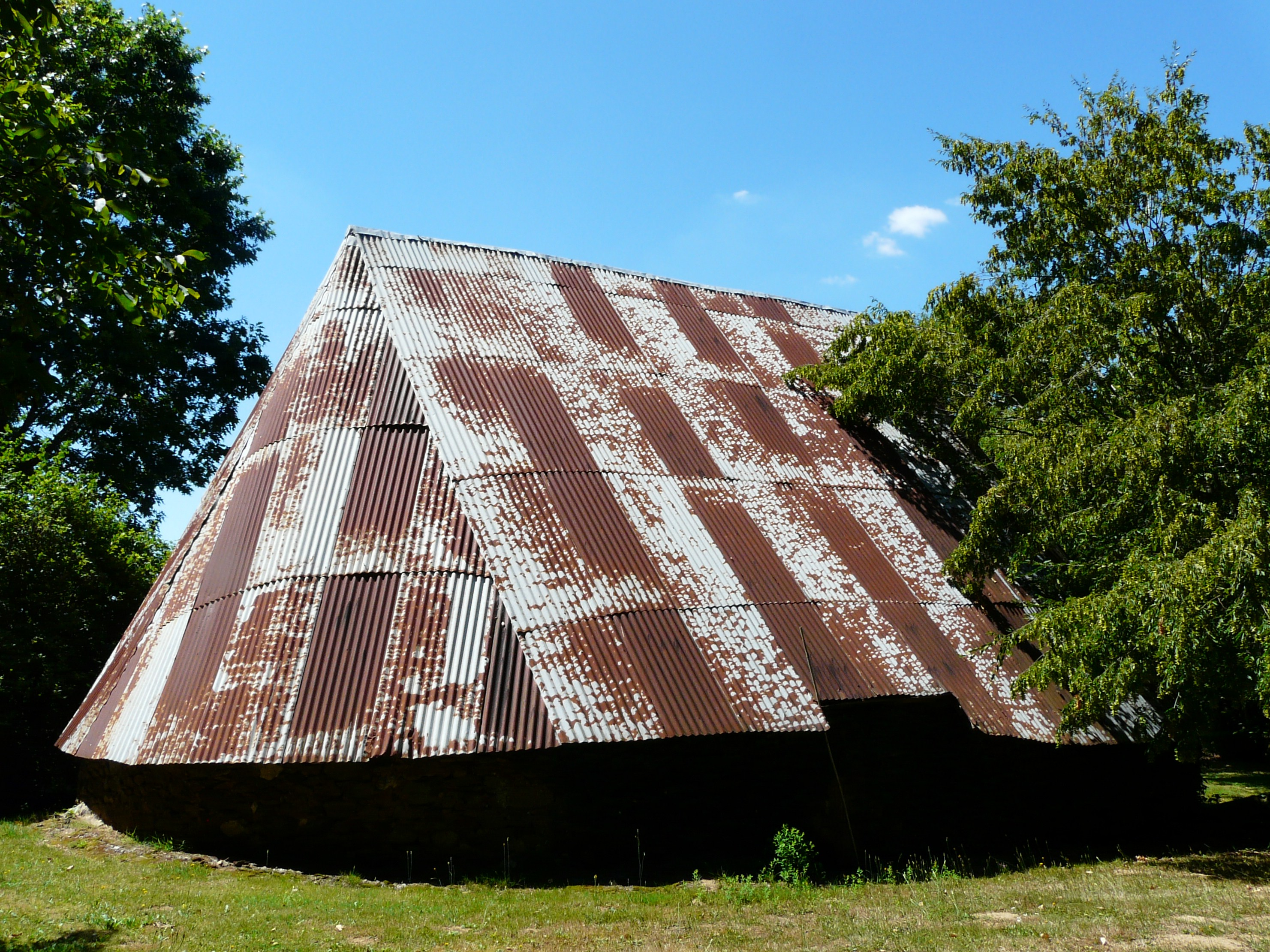
La grange ovale du Montet.

### Personnalités liées à la commune
- Jean d'Albret (1469-1516), né au château de Ségur. Comte de Périgord et vicomte de Limoges, il devint roi de Navarre en épousant en 1484 la reine Catherine de Navarre.

### Héraldique
| Blason de Ségur-le-Château | Blason  | Écartelé : aux 1er et 4e de gueules au lion d'or, aux 2e et 3e d'argent plain. |
| Blason de Ségur-le-Château | Détails | Le statut officiel du blason reste à déterminer.                               |

## Pour approfondir